# Microibidion mimicum
Microibidion mimicum là một loài bọ cánh cứng trong họ Cerambycidae.